# 284 v. Chr.
Portal Geschichte | Portal Biografien | Aktuelle Ereignisse | Jahreskalender | Tagesartikel

◄ |
4. Jahrhundert v. Chr. |
3. Jahrhundert v. Chr. |
2. Jahrhundert v. Chr. |
►

◄ | 300er v. Chr. | 290er v. Chr. | 280er v. Chr. | 270er v. Chr. |
260er v. Chr. |
►

◄◄ | ◄ | 287 v. Chr. | 286 v. Chr. | 285 v. Chr. | 284 v. Chr. |
283 v. Chr. |
282 v. Chr. |
281 v. Chr. |
► |
►►
Staatsoberhäupter

## Ereignisse

### Politik und Weltgeschehen
- Sieg der senonischen Kelten über die Römer unter Lucius Caecilius Metellus Denter bei Arretium; Caecilius fällt in der Schlacht. Die Senonen unter ihrem Herrscher Britomaris sollen zudem römische Unterhändler getötet haben. Daraufhin zieht der römische Feldherr Manius Curius Dentatus gegen die Senonen, die er in einer Schlacht besiegt.
- Lysimachos lässt seinen Sohn Agathokles töten, da dieser ihn habe vergiften wollen.

### Wissenschaft und Kultur
- Zenodotos wird Leiter der Bibliothek von Alexandria, möglicherweise als Nachfolger des Ktesibios.

## Geboren
- um 284 v. Chr.: Ptolemaios III. Euergetes I., König von Ägypten († 222 v. Chr.)

## Gestorben
- Amastris, persische Adelige